# Flugunfall einer Starfighter-Formation der Luftwaffe der Bundeswehr 1962
Beim Flugunfall einer Starfighter-Formation der Luftwaffe der Bundeswehr verunglückten am 19. Juni 1962 vier Strahltrainer vom Typ Lockheed F-104F östlich des Fliegerhorstes Nörvenich, nachdem die Piloten in den Wolken die Orientierung verloren hatten. Alle vier Piloten starben. Der Unfall hatte weitreichende Folgen für die Kunstflugstaffeln der Bundeswehr.

## Ablauf

### Vorgeschichte
Nachdem der Bundestag die Beschaffung der F-104 beschlossen hatte, begann die Luftwaffe mit dem Aufbau einer entsprechenden Infrastruktur und der Ausbildung von Piloten für das neue Muster. Die ersten für den Starfighter vorgesehenen deutschen Piloten wurden noch bei Lockheed selbst in Palmdale, Kalifornien, ausgebildet; es war jedoch von vornherein geplant, die Schulung bei Erreichen einer entsprechenden personellen Situation in der Bundesrepublik durchzuführen.
Als Ausbildungsverband wurde zu diesem Zweck die Waffenschule 10 bestimmt, die auf dem Fliegerhorst Jever stationiert war und am 16. April 1960 in Nörvenich eine 4. Staffel aufstellte, die die Schulung durchführen sollte. Erster Staffelkapitän der Staffel wurde Hans-Ulrich Flade. Zum 1. Mai 1962 wurde die mittlerweile stark vergrößerte Staffel in II. Ausbildungsgruppe umbenannt.
Am 20. Juni 1962 war in Nörvenich ein Festakt geplant, bei dem das fünfjährige Bestehen des Jagdbombergeschwaders 31 und dessen Umrüstung auf die F-104 gefeiert werden sollte. Geplant war zu diesem Zweck, eine Formation aus vier Maschinen eine Kunstflugvorführung fliegen zu lassen, zudem sollte noch eine einzelne F-104 weitere Flugmanöver vorführen, um den Gästen des Aktes die Leistungsfähigkeit der Maschine zu demonstrieren. Zu den Gästen sollte auch der Bundesminister der Verteidigung Franz Josef Strauß gehören.

### Unfall

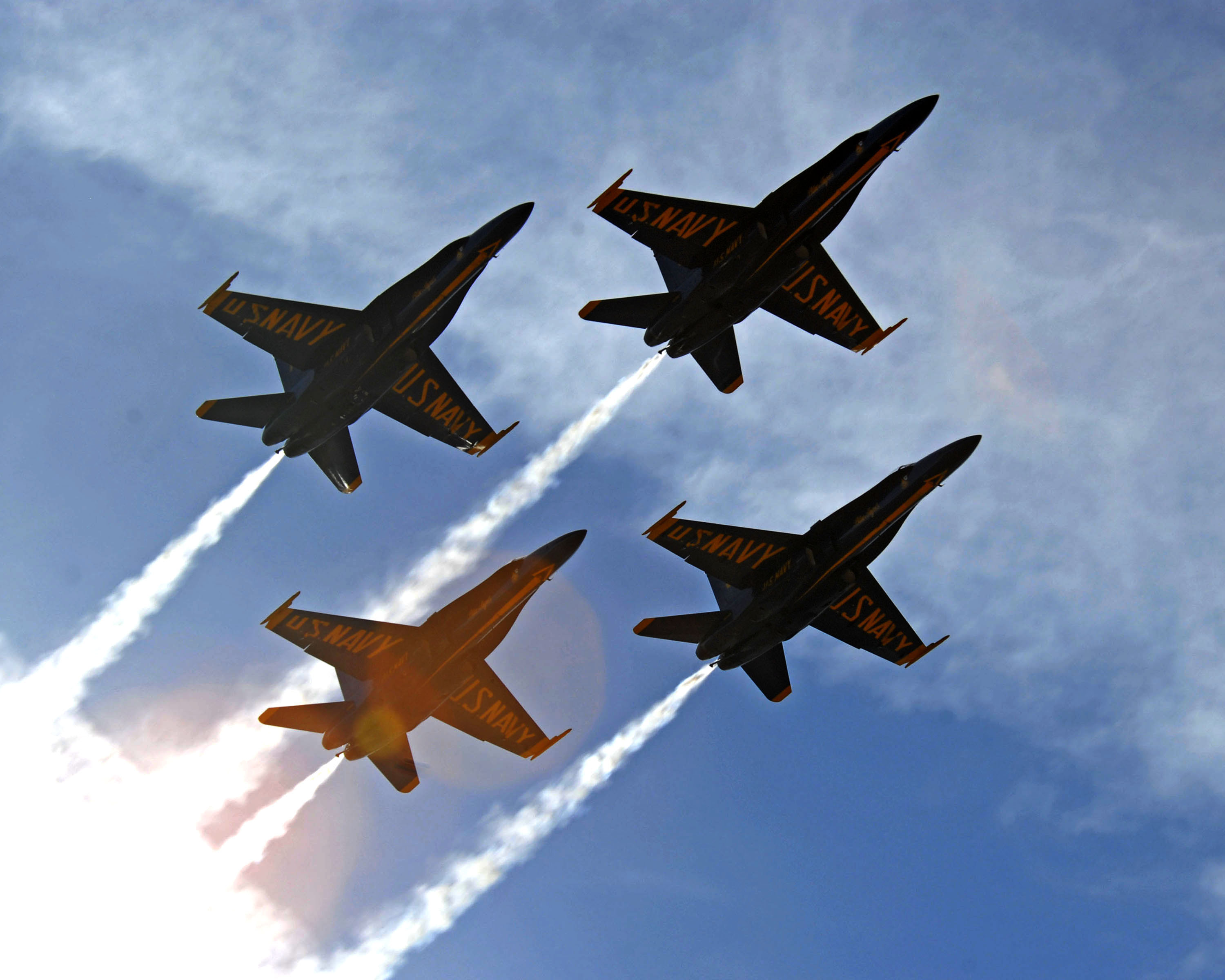
Diamond formation, hier von den Blue Angels mit Flugzeugen des Typs F/A-18 geflogen

Zur Generalprobe für den Festakt am 20. Juni starteten am 19. Juni 1962 die vier F-104 gegen 15 Uhr (in anderen Quellen 16:00 Uhr) in Nörvenich und begannen mit ihrer Flugvorführung. Dabei wurde in der Diamond-Formation geflogen, also etwa in Form einer Raute mit einem Abstand von zwei bis drei Metern zwischen den Tragflächen der Flugzeuge. Gegen 15:15 Uhr setzte die Formation zu einer Figur an, bei der sie kurz aus dem Sichtfeld der am Fliegerhorst wartenden Personen verschwand. Nach dem erneuten Auftauchen aus den nur etwa 600 Meter hohen Wolken war die Formation zu schnell, flog eine zu tief angesetzte Abfangkurve und schlug in der Nähe des Ortes Balkhausen im damaligen Kreis Bergheim in einem Braunkohlentagebau auf. Dabei kamen alle vier Piloten ums Leben. Keiner hatte versucht, sich mit dem Schleudersitz zu retten.
Die F-104 konnte wegen ihrer hohen Flächenbelastung keine engen Kurven fliegen und hatte eine sehr hohe Mindestgeschwindigkeit.
Gegen 15:10 Uhr rollte ein US-amerikanischer Fluglehrer zur Startbahn, der das Solo-Programm fliegen sollte. Er startete nach dem Unfall der Formation nicht mehr.
Der geplante Festakt wurde nach dem Unfall abgesagt. Stattdessen fand am 22. Juni 1962 eine Trauerfeier für die verunglückten Piloten statt, bei der Franz Josef Strauß die Trauerrede hielt.

### Piloten
Als Formationsführer war beim Unfallflug der US-amerikanische Fluglehrer Captain Jon Speer eingesetzt, mit ihm flogen die ersten drei deutschen F-104-Fluglehrer Wolfgang von Stürmer, Bernd Kuebart und Heinz Frye, alle im Rang eines Oberleutnants. Bernd Kuebart war der Bruder des späteren Inspekteurs der Luftwaffe Hans-Jörg Kuebart. Kuebart und von Stürmer gehörten außerdem zu den ersten, noch in den USA auf der F-104 ausgebildeten Piloten.
Neben Jon Speer waren noch weitere US-Fluglehrer zur Waffenschule 10 kommandiert worden, um bei der Schulung neuer Fluglehrer, aber auch der Umschulung von Piloten auf die F-104 auszuhelfen, da die Luftwaffe zu diesem Zeitpunkt noch nicht genug eigenes Ausbildungspersonal zur Verfügung hatte.

### Luftfahrzeuge
Die Formation wurde mit vier Starfightern der Version F-104F mit den Bundeswehr-Kennzeichen BB+365, BB+370, BB+385 und BB+387 geflogen. Bei der F-Version handelt es sich um eine doppelsitzige Ausführung des Flugzeugs mit einem stärkeren Triebwerk als bei den bisherigen Baureihen (A–D) sowie ohne Radar in der Rumpfnase, von der 32 Exemplare für die deutsche Luftwaffe gebaut wurden. Neben dieser Version verwendete die Luftwaffe zur Schulung auch die vom Einsitzer F-104G abgewandelte Version TF-104G.

## Ursachen
Die Aufklärung des Unfalls durch den General Flugsicherheit wurde dadurch erschwert, dass nur Augenzeugenberichte und der Funkverkehr der Piloten zur Auswertung genutzt werden konnten. Einen Flugdatenschreiber und Cockpit Voice Recorder hatten die abgestürzten Flugzeuge nicht. In der Literatur wird häufig davon ausgegangen, dass der Formationsführer Jon Speer in den Wolken kurz die Orientierung verloren hatte und deswegen den Abfangbogen des Manövers zu tief ansetzte. Die Tatsache, dass keiner der Piloten versuchte, sich mit dem Schleudersitz zu retten, spricht dafür, dass keinem der Piloten bewusst war, wie tief er durch das Manöver geraten war. Da Bernd Kuebart und Heinz Frye, wie beim Formationsflug üblich, ausschließlich mit Blickkontakt zu Speer und nicht nach Instrumenten flogen, konnten sie die Situation nicht entsprechend einschätzen und reagieren.
Wolfgang von Stürmers Flugzeug schlug etwas abseits der drei anderen F-104 auf, woraus man schloss, dass er ein Abfangmanöver versuchte. Dieses war erfolglos; sein Starfighter geriet in einen High-Speed-Stall.
Als Ursachen wurden im offiziellen Bericht festgestellt,
- dass Jon Speer zu wenig Erfahrung im Formationskunstflug hatte,
- dass er versehentlich in die Wolken eingeflogen sei und dann die Orientierung verloren habe,
- dass der Scheitelpunkt des zum Unfall führenden Manövers zu tief angesetzt worden, der Radius des Loopings sei (für die Geschwindigkeit und Wendigkeit der F-104) zu klein gewesen und das Abfangen sei deshalb nicht möglich gewesen.[2][4]

Zur Ablenkung und Desorientierung könnte beigetragen haben, dass einer der beiden „Flügelmänner“ Speer zu nahe gekommen war. Einer der letzten Funksprüche von Speer lautete „Go away“. Nach der Meinung vieler F-104-Piloten war es generell ein Fehler, den Kunstflug mit diesem Flugzeugtyp zu erlauben, da die Anforderungen an die Piloten zu hoch gewesen seien, die sich auf die Flugparameter wie Geschwindigkeit und das genaue Einhalten der Position konzentrieren mussten.
Günther Rall, einer der erfolgreichsten Jagdflieger der Luftwaffe im Zweiten Weltkrieg und erster deutscher Pilot mit einer F-104-Lizenz, reiste am Tag des Flugunfalls zum Fliegerhorst Nörvenich und erfuhr dort, dass es ein F-104-Kunstflugteam gab. Er sagte Hans-Ulrich Flade, Kommandeur einer Ausbildungsgruppe: „Sagen Sie mal: Seid ihr wahnsinnig geworden? Kunstflug mit dem Vogel? Formationskunstflug?“ Flade antwortete: „Aber ja doch. Kammhuber hat es selbst genehmigt. Es ist sogar daran gedacht, Kammhuber morgen mitzunehmen.“ Rall schrieb dazu in seiner Autobiografie: „Der Starfighter ist das faszinierendste Flugzeug, das ich je geflogen bin, aber für den Kunstflug eignet es sich ungefähr so wie ein Formel-1-Rennwagen für die Rallye Monte Carlo.“

## Folgen
Als Folge des Unfalls wurden beide bestehenden Kunstflugteams der Luftwaffe in Landsberg und Lechfeld aufgelöst und die Neugründung verboten. Bis heute hat die Bundeswehr dieses Verbot nicht aufgehoben und kein eigenes Kunstflugteam mehr gegründet. Lediglich von 1983 bis 1986 bestand mit den Vikings der Marineflieger ein Display Team für Flugvorführungen bei Flugtagen, die aber keine Vorführungen im Umfang anderer Teams, z. B. der United States Air Force Thunderbirds oder der Patrouille Suisse, flogen.

## Rezeption
In der rund dreiminütigen Eröffnungsszene des 2015 erschienenen Fernsehdramas Starfighter – Sie wollten den Himmel erobern wird explizit Bezug auf Ort und Jahr des Unfalls genommen. Dabei verfolgen einige angehende Jungpiloten zusammen mit Freundinnen begeistert die Generalprobe der Flugshow, um dann entsetzt den abschließenden Unfall der Diamond-Formation zu erleben, nachdem deren Anführer mit der Fehlfunktion eines Instrumentes zu kämpfen hatte.